# Dionigi Burranca
Dionigi Burranca (Samatzai, 10 agosto 1913 – Ortacesus, 23 gennaio 1995) è stato un musicista italiano.
Dionigi Burranca è stato un suonatore di launeddas e uno dei maestri più importanti della musica etnica sarda.

## Biografia
Iniziò a suonare le launeddas giovanissimo, assieme al padre Giovanni, suonatore dilettante, il quale gli diede una preparazione di base che gli permise di inserirsi nella scuola di Giuseppe Sanna. Questi apprese l'arte di suonatore nella scuola dei Figus (Antonio, Francesco e Giuseppe), famiglia ussanese di suonatori.
Alla scomparsa di Giuseppe Sanna (1922), Burranca continuò a ricevere lezioni dal figlio Francesco, il quale gli trasmise il mestiere di ciabattino, attività che tradizionalmente era associata a quella di suonatore.
A 11 anni Dionigi suona in pubblico durante una processione religiosa a Samatzai e pochi anni più tardi riesce ad ottenere contratti annuali per i balli domenicali, prima a Villagreca (presso Nuraminis) poi in altri paesi del Campidano. Questa attività continua fino al dopoguerra quando fisarmonica, organetto e televisione prendono il posto delle launeddas. Il Maestro, il 7 luglio 1970, in occasione della festa patronale di S. Lucia, tenne a Barrali (SU) un concerto di grande successo, richiamando un pubblico da tutto il Campidano.
Nel 1958 conosce l'etno-musicologo danese Andreas Fridolin Weis Bentzon, che lo indica come la fonte principale dei suoi studi e ultimo rappresentante della scuola della Trexenta. Burranca, infatti, si mostrò particolarmente interessato e disponibile nei confronti di Bentzon e raccolse personalmente notizie e materiali utili alle ricerche dell'antropologo danese .
Dagli anni settanta, quando le launeddas conoscono una riscoperta, per Dionigi c'è la possibilità di farsi apprezzare in concerti e seminari e di avere nuovi allievi a cui insegnare la musica di questo antichissimo strumento.
L'approccio anche in questa fase è coerente con la tradizione, ma al tempo stesso aperto ad ogni proposta innovativa. Così non ha difficoltà a dare lezioni a chitarristi (Luca Balbo, Massimo Nardi), che vogliono trasferire le nodas al loro strumento, insegnare ad allievi non sardi (Carlo e Alberto Mariani) e suonare in contesti jazzistici (Ornette Coleman).
Incide un LP Burranca, edito da "Riviera Records" e ristampato in CD da "Frorias", con l'aggiunta di tre inediti, un CD Sonus de canna Amori Svizzera e compare come ospite nel lavoro dei Fratelli Mariani e David Liebman intitolato "The blessing of the long sound".